# Діша Патані
Діша Патані (нар. 13 червня 1992) — індійська акторка, яка, головним чином, знімається у фільмах на гінді. Розпочала акторську кар'єру з фільму на телугу «Нероба» (2015), а її перший фільм на гінді «М. С. Доні: Нерозказана історія» (2016), за який вона отримала нагороду IIFA за зірковий дебют року — жінка. Після появи в китайській комедії «Обладунки Бога» (2017) Патані зіграла головну роль дівчини у фільмах «Баагі 2» (2018), «Маланг» (2020) та «Ек лиходій повертається» (2022).
Увійшла до списку 100 знаменитостей 2019 року «Forbes India».

## Походження та родина
Діша Патані народилася 13 червня 1992 року в Барелі, Уттар-Прадеш, Індія у раджпутській індуїстській родині. Її батько, Джагадіш Сінгх Патані, працює офіцером поліції, а мати — санітарною інспекторкою. Її старша сестра Кхушбу Патані — лейтенантка індійської армії. У неї також є молодший брат Сурьянш Патані. Діша вивчала інженерію в Університеті Аміті в Лакхнау. Вона була першою призеркою конкурсу Pond's Femina Miss India Indore 2013.

## Кар'єра

### Початок (2015—2018)
Патані дебютувала у фільмі на телугу «Нероба» разом з Варун Тежем у 2015 році. Вона зіграла роль Муні, дівчини, яка втікає з дому, щоб уникнути примусового шлюбу. Режисер Пурі Джаганнадх і продюсер К. Кальян під керівництвом CK Entertainment зняли фільм з бюджетом 200 мільйонів рупій. Однак касові збори були замалими: зібрали в кінотеатрах за весь час 106 мільйонів рупій. У наступному році Патані знімалася у відеокліпі Befikra разом з Тайгером Шроффом, який був спродюсований Бхушаном Кумаром та Крішаном Кумаром на лейблі T-Series і створений Meet Bros.
Патані знялася у біографічному спортивному фільмі Нірадж Панді «М. С. Доні: Нерозказана історія», заснованому на історії життя MS Dhoni, колишнього капітана індійської команди з крикету. Також у фільмі знялися Сушант Сінгх Раджпут та Кіара Адвані. Вона зіграла роль Пріянки Джа, подруги героя М. С. Доні, яка гине в автокатастрофі. Режисер Нірадж Панді та продюсер Fox Star Studios, фільм вийшов 30 вересня 2016 року та став масовим хітом, зібравши у прокаті близько 216 крор рупій (27 млн американських доларів). Крім того, вона також знялася у фільмі «Обладунки Бога: У пошуках скарбів» Джекі Чана разом із Сону Судом.
Потім Патані знялася у фільмі «Баагі 2» разом із Тайгером Шроффом, продовженням фільму «Баагі» 2016 року з Тайгером Шроффом і Шраддхою Капур у головних ролях. Спродюсований Саджидом Надіадвалою та режисером Ахмедом Ханом, Баагі 2 вийшов у світовий прокат 30 березня 2018 року та зібрав приблизно 32 млн американських доларів у всьому світі.

### Кар'єра з 2019 року
У червні 2019 року Діша Патані знялася у фільмі «Бхарат» із Салманом Кханом та Катріною Кеф у головних ролях. Вона розпочала 2020 рік із бойовика «Маланг» разом із Адітом Роєм Капуром, у якому також знялися Аніл Капур та Кунал Кхему. Критики високо оцінили фільм за його музику, сцени, режисуру та акторський склад, Маланг заробив 11 млн американських доларів у прокаті по всьому світі, що стало комерційним успіхом. У березні 2020 року вона знялася у фільмі «Баагі 3» з Тайгером Шроффом і Шраддхою Капур, третій частині франшизи про Баагі.
Наступного разу Патані з'явилася в бойовику Прабху Деви «Радхе», де вона знімалася разом із Салманом Кханом цього разу в головній ролі однієї з його жінок. Фільм було випущено під час святкування рамазан-байрама як преміум-відео на вимогу на Zee Plex до ZEE5, хоча Раде отримав дуже негативні відгуки як від критиків, так і від глядачів, які критикували ідею, сценарій, режисуру та візуальні ефекти. Утім, із 4,2 мільйонами переглядів він став найпопулярнішим фільмом на OTT у день виходу.
У 2022 році Діша Патані зіграла головну роль у психологічному трилері Мохіта Сурі «Ек Лиходій повертається» разом із Джоном Абрахамом, Тарою Сутарією та Арджуном Капуром. Фільм мав неоднозначні відгуки критиків і отримав помірні касові збори. Сукан'я Вема з Rediff написав: «Ek Villain Returns спирається на популярність треку Galliyan, щоб підвищити його привабливість».
Патані закінчила зйомки у фільмі Карана Джохара Йодха разом із Сідхартом Малготрою. У середині 2022 року вона підписала свій дебютний тамільський фільм Кангува разом із Сур'я Шівакумаром. Її можна буде побачити в режисерському фільмі Проєкт К Нага Ашвіна, який вийде в прокат у 2024 році, з Прабхасом, Амітабом Баччаном та Діпікою Падуконе в головних ролях.

## Рейтинги
Патані посіла п'яте місце в списку найпопулярніших знаменитостей у Google 2016 року. Вона — одна з найбільш популярних знаменитостей у соціальних мережах з понад 57,5 мільйонами підписників в Instagram. У 2019 році Патані потрапила до списку 100 знаменитостей від Forbes India, посівши 43-тє місце з орієнтовним річним доходом 730 тис. американських доларів.
Патані часто фігурувала в списку 50 найбажаніших жінок за версією Times. У 2017 році вона посіла 19-те місце, а в 2018 році піднялася на 9-те місце. Патані була названа «Найбажанішою жінкою» за версією Times у 2019 році та посіла 3-тє місце у 2020 році Патані — відоме обличчя багатьох брендів і продуктів, зокрема засобів особистої гігієни Joy, взуття Bata та годинників Fossil. Патані виступила на церемонії відкриття індійської Прем'єр-ліги 2017 року в Індаурі. У березні 2023 року Патані виступала в турі по різних містах Сполучених Штатів Америки у рамках туру «The Entertainers» разом із Акшаєм Кумаром, Муні Роєм, Норою Фатегі, Сонам Баджва, Апаршакті Хурана, Стебіном Беном і Захрою С. Хан.

## Фільмографія

### Фільми
- Усі фільми на гінді, якщо не зазначено інше.

| Рік      | Назва                             | роль            | Примітки                                |               |
| -------- | --------------------------------- | --------------- | --------------------------------------- | ------------- |
| 2015 рік | Нероба                            | Муні / Паріятам | Телугу фільм                            |               |
| 2016 рік | М. С. Доні: Нерозказана історія   | Пріянка Джа     |                                         |               |
| 2017 рік | Обладунки Бога: У пошуках скарбів | Асміта          | фільм китайською мовою                  |               |
| 2018 рік | Ласкаво просимо до Нью-Йорка      | себе            | Поява камеї                             |               |
| 2018 рік | Баагі 2                           | Неха Рават      |                                         | [ 37 ]        |
| 2019 рік | Бхарат                            | Радха Матхур    |                                         | [ 38 ]        |
| 2020 рік | Маланг                            | Сара Намбіар    |                                         | [ 39 ]        |
| 2020 рік | Баагі 3                           | себе            | Особлива поява в пісні «Do You Love Me» | [ 40 ]        |
| 2021 рік | Раде                              | Дія Абхянкар    |                                         | [ 41 ]        |
| 2022 рік | Ек Лиходій повертається           | Расіка Мапускар |                                         | [ 42 ] [ 43 ] |
| 2024 рік | Калкі: 2898 рік нашої ери †       | TBA             | телугу -хінді двомовний; зйомки         | [ 44 ]        |
| 2024 рік | Йодха †                           | TBA             | Виконано                                | [ 45 ]        |
| 2024 рік | Кангува †                         | TBA             | тамільський фільм; зйомки               | [ 46 ]        |

### Відеокліпи
| Рік      | Назва                  | співак(и)                             | Композитор       | Примітки      |        |
| -------- | ---------------------- | ------------------------------------- | ---------------- | ------------- | ------ |
| 2016 рік | «Бефіка»               | Зустрічайте братів, Адіті Сінгх Шарма | Зустрічайте Bros |               | [ 47 ] |
| 2019     | «Har Ghoont Mein Swag» | Бадшах                                | Бадшах           |               | [ 48 ] |
| 2023     | «Кюн Кару Фікар»       | Ніхіта Ганді                          | Вайбхав Пані     | також режисер | [ 49 ] |

## Нагороди та номінації
| Рік  | Нагорода                          | Категорія                                        | Фільм                           | Результат |        |
| ---- | --------------------------------- | ------------------------------------------------ | ------------------------------- | --------- | ------ |
| 2017 | BIG Star Entertainment Awards     | Найцікавіший актор у драматичному фільмі — жінка | М. С. Доні: Нерозказана історія | Номінація | [ 50 ] |
| 2017 | BIG Star Entertainment Awards     | Найцікавіший акторський дебют — жінка            | М. С. Доні: Нерозказана історія | Перемога  | [ 50 ] |
| 2017 | Зоряний пил                       | Суперзірка майбутнього — жінка                   | М. С. Доні: Нерозказана історія | Перемога  | [ 51 ] |
| 2017 | Зоряний пил                       | Найкращий дебют (жінки)                          | М. С. Доні: Нерозказана історія | Перемога  | [ 51 ] |
| 2017 | Міжнародна індійська кіноакадемія | Зоряний дебют року — жінка                       | М. С. Доні: Нерозказана історія | Перемога  | [ 52 ] |
| 2017 | Міжнародна індійська кіноакадемія | Найкраща акторка другого плану                   | М. С. Доні: Нерозказана історія | Номінація | [ 53 ] |
| 2017 | Екранні нагороди                  | Найкращий жіночий дебют                          | М. С. Доні: Нерозказана історія | Перемога  | [ 54 ] |
| 2023 | Ікони стилю Bollywood Hungama     | Стильна жіноча зірка, що розбиває цвіль          | Н/Д                             | Номінація | [ 55 ] |
| 2023 | Ікони стилю Bollywood Hungama     | Найстильніший законодавець моди                  | Н/Д                             | Номінація | [ 55 ] |
| 2023 | Ікони стилю Bollywood Hungama     | Стильна Glam Star                                | Н/Д                             | Номінація | [ 55 ] |
| 2023 | Pinkvilla Style Icons Awards      | Гламурний законодавець року                      | Н/Д                             | Перемога  | [ 56 ] |